# Oliver Martin (cyclisme, 1995)
Pour les articles homonymes, voir Martin.
Oliver Martin, né le 23 juin 1995,, est un coureur cycliste australien.

## Biographie
Après un stage chez Roth-Škoda, OLiver Martin intègre le club belge ILLI-Bikes en 2016. L'année suivante, il prend la cinquième place du championnat d'Australie espoirs (moins de 23 ans).
En 2018, il intègre la formation australienne Brisbane Continental. Dans le calendrier dy National Road Series, il se distingue en terminant troisième du Battle Recharge, tout en ayant remporté une étape,. Il se classe également septième d'une étape du Herald Sun Tour et du championnat d'Océanie sur route.

## Palmarès
- 2016
  - Poatina Challenge[6]
- 2018
  - 2e étape de la Battle Recharge
  - 3e de la Battle Recharge

## Classements mondiaux
| Année            | 2018 |
| ---------------- | ---- |
| UCI Oceania Tour | 12e  |